# Cnaphalocrocis grucheti
Cnaphalocrocis grucheti là một loài bướm đêm trong họ Crambidae.